# Эйадема, Гнассингбе
Гнассингбе Эйадема (фр. Gnassingbé Eyadema [ɲasɛ̃ɡbe ɛjadema]), до 8 мая 1974 года — Этьенн Эйадема (фр. Étienne Eyadéma; 26 декабря 1935 — 5 февраля 2005) — тоголезский государственный деятель, диктатор Того с 14 апреля 1967 по 5 февраля 2005 года, до своей смерти, в течение 38 лет.
Участвовал в двух успешных военных переворотах — в январе 1963 и январе 1967 года. Создал антикоммунистический однопартийный режим партии Объединение тоголезского народа с преследованием политических оппонентов и культом личности президента. На момент смерти он был  самым долгоживущим правителем Африки.
Согласно исследованию 2018 года, «правление Гнасингбе Эйадема основывалось на репрессиях, покровительстве и причудливом культе лидерства».

## Биография
Родился в селении Пия округа Ламакара французской подмандатной территории Того. Происходил из племени кабье. С 1953 года служил во французской армии. Воевал во Вьетнаме (в 1954—1955), Алжире (в 1956 и в 1959—1960), Дагомее (ныне Бенин) и Нигере. С 1961 года на службе в вооружённых силах Того. Участвовал в военном перевороте 13 января 1963 года (первый переворот в современной истории независимых африканских государств к югу от Сахары), в ходе которого, по одной из версий, лично убил президента Сильвануса Олимпио. После переворота произведён в офицеры и сделал быструю военную карьеру.
В 1965 году получил звание подполковника и назначен на должность начальника штаба армии. 13 января 1967 года совершил военный переворот, после которого стал диктатором, главой государства и министром обороны. 1 декабря 1967 года присвоил себе звание генерала армии. Распустил правительство и парламент, отменил конституцию, запретил все политические партии. В 1969 году основал и стал председателем правящей и единственной партии в стране Объединение тоголезского народа (за основу было взято название 1-й партии президента Шарля де Голля — «Объединение французского народа»).

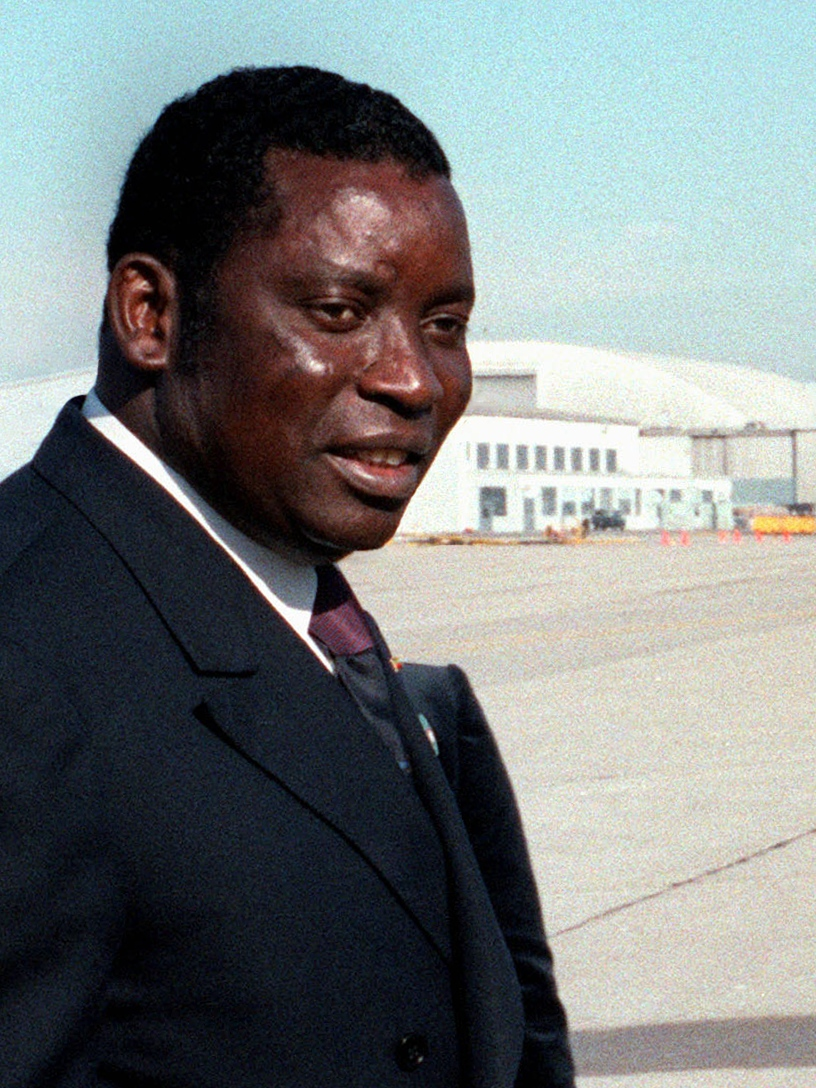
Гнассингбе Эйадема 26 октября 1983 года

24-25 сентября 1986 года подавил попытку переворота, активную роль в которой играл сын 1-го президента страны С. Олимпио – Жилькри Олимпио.
За годы правления в стране был сформирован культ его личности. День 24 января (в этот день в 1974 году президент выжил в авиакатастрофе, единственный из всех, кто был на борту) был объявлен в стране «Праздником победы над силами зла», так как Эйадема считал авиакатастрофу попыткой покушения на свою жизнь. Президент настаивал, что это событие доказывает, что он — особый человек, обладающий сверхспособностями.
В 1991 году под давлением народных волнений, продолжавшихся несколько недель, Эйадема был вынужден объявить о начале реформ. В стране разрешили деятельность политических партий, ввели поправки в конституцию, ограничивающие пребывание одного человека на президентском посту двумя пятилетними сроками. Одновременно снизили и возрастной барьер для кандидатов (чтобы президентом мог стать сын Эйадемы — Фор Гнассингбе).
В результате вмешательства армии, которая была ему лично предана, в октябре-декабре 1991 года сумел силой нейтрализовать политических противников и сохранить власть.
Был председателем Экономического сообщества стран Западной Африки (ЭКОВАС) в 1980—1981 и 1984—1985 годах. В 1981 году был председателем межафриканской организации Договор о ненападении и содействии в обороне (АНАД). Был председателем Организации африканского единства с 2000 по 2001 год.
В 2002 году, когда заканчивался второй «конституционный» президентский срок Эйадемы, парламент отменил конституционные ограничения и попросил его снова баллотироваться в президенты. Эйадема, по словам его тогдашнего премьера, «решил ещё раз пожертвовать собой ради нации» и согласился. Выборы 2003 года он снова выиграл.
Умер от сердечного приступа на борту президентского Боинга-707 в 250 км к югу от столицы Туниса. Его похороны состоялись 13 марта 2005 года. Присутствовали президенты африканских государств: Матьё Кереку из Бенина, Джон Куфуор из Ганы, Лоран Гбагбо из Кот-д’Ивуара, Мамаду Танджа из Нигера и Олусегун Обасанджо из Нигерии. Международные политические деятели также присутствовали на похоронах.
По данным BBC News, Эйадема заявлял, что демократия в Африке «развивается в своём собственном темпе и своим собственным путем».
Его сын Фор Гнассингбе (род. 1966) был провозглашён новым главой государства после смерти отца и до настоящего времени является действующим президентом Республики.